# Hits (álbum de Mike + The Mechanics)
Hits es un álbum recopilatorio de Mike + The Mechanics, lanzado en 1996 excepto en Estados Unidos y Canadá, donde fue lanzado en 2005. Contiene casi todos los éxitos de la banda hasta el momento de su lanzamiento. "All I Need Is a Miracle" se volvió a grabar para el álbum.
En septiembre de 2004 se publicó en el Reino Unido otro álbum recopilatorio, Rewired + Hits, que reempaquetaba Hits y el álbum de 2004, Rewired, juntos como un CD doble. La portada es un primer plano de parte de la portada de Rewired superpuesta con las portadas de ambos álbumes una al lado de la otra.

## Recepción crítica
Peter Kane en Q escribió: "Todas estas son canciones que tienen un alto contenido melódico y artesanal, afortunadamente sin intenciones ocultas" En una revisión retrospectiva, el editor de AllMusic, Stephen Thomas Erlewine, declaró Hits "una compilación de primer nivel, que brinda al fanático casual todas las pistas esenciales de Mike + the Mechanics".

## Lista de canciones
1. "All I Need Is a Miracle '96"
2. "Over My Shoulder"
3. "Word of Mouth"
4. "The Living Years"
5. "Another Cup of Coffee"
6. "Nobody's Perfect"
7. "Silent Running"
8. "Nobody Knows"
9. "Get Up"
10. "A Time and Place"
11. "Taken In"
12. "Everybody Gets a Second Chance"
13. "A Beggar on a Beach of Gold"